# تشارلز إتش هام
تشارلز إتش هام (بالإنجليزية: Charles H. Ham)‏ هو قاضي أمريكي، ولد في 22 يناير 1831 في نيوهامبشير في الولايات المتحدة، وتوفي في 16 أكتوبر 1902 في مونتكلير ‏ في الولايات المتحدة.